# Stéphane Séjourné
Pour les articles homonymes, voir Séjourné.
Stéphane Séjourné , né le 26 mars 1985 à Versailles, est un homme politique français.
D'abord membre du Parti socialiste, où il soutient Dominique Strauss-Kahn, il est conseiller d'Emmanuel Macron au ministère de l'Économie et participe au lancement des Jeunes avec Macron puis d'En marche, devenu La République en marche. Après qu'il s'est engagé dans la première campagne présidentielle d'Emmanuel Macron, ce dernier le nomme conseiller politique à ses côtés à la présidence de la République.
En 2018, il quitte l'Élysée pour devenir directeur de campagne et candidat de la liste LREM pour les élections européennes de 2019 en France. Élu député européen, il préside le groupe Renew Europe à de 2021 à 2024, après avoir été à la tête de la délégation française. Il intègre par la suite la Commission européenne au 1er décembre 2024, occupant le poste de commissaire à l'Industrie, aux PME et au Marché unique en remplacement de Thierry Breton.
En parallèle sur le plan national, il est de nouveau conseiller d'Emmanuel Macron entre 2020 et 2021, avant d'être nommé secrétaire général de Renaissance (ex-LREM) en 2022, fonction qu'il exerce jusqu'au 8 décembre 2024. Lors de la formation du gouvernement Gabriel Attal en 2024, il est nommé ministre de l'Europe et des Affaires étrangères, remplaçant Catherine Colonna et devenant à 38 ans le plus jeune ministre dans l'histoire de la Ve République à occuper cette fonction. Il n'est pas reconduit dans le gouvernement Michel Barnier et est remplacé par Jean-Noël Barrot. 

## Jeunesse, études et vie privée
Stéphane Séjourné naît le 26 mars 1985 à Versailles. Fils d'expatriés — son père est salarié chez France Télécom et sa mère est standardiste —, il grandit successivement dans les Yvelines, au Mexique, à Madrid, puis à Buenos Aires, où il obtient son baccalauréat. 
C'est en Argentine, en 2001, alors que le pays sombre dans une crise sans précédent, qu'il décide de s'engager en politique, au sein du Parti socialiste, « car c'est la seule organisation qui avait une structure à l'international », . Il dira « à l'époque, je vois en Argentine toute une classe moyenne qui tombe dans l'extrême pauvreté, toute une partie qui décroche. Je réalise en tout cas que les décisions politiques peuvent avoir un impact sur la vie des gens. ».
Après l'obtention de son baccalauréat en 2005, il revient en France, entre à l'université de Poitiers et devient titulaire d'une licence d'administration économique et sociale (AES) puis d'un master en droit public et d'un master en droit européen en 2011,.
De 2017 à 2022, il est pacsé avec Gabriel Attal,,,. En 2018, il est victime d'un outing sur Twitter de la part de Juan Branco,,,,.
En 2024, il affirme dans la presse qu'il a été, « très jeune, diagnostiqué avec une très forte dyslexie ».

## Parcours politique

### Débuts
Militant au sein de l'Union nationale des étudiants de France (UNEF) et des Jeunes Socialistes, il participe au blocage de l'université de Poitiers et à l'occupation des locaux du MEDEF en 2006, lors du mouvement social contre le contrat première embauche (CPE). Il s'y lie à Sacha Houlié, Pierre Person, Aurélien Taché et Guillaume Chiche — formant ensemble « la bande de Poitiers » et l'axe de la branche jeunes de Dominique Strauss-Kahn.
De juillet 2007 à septembre 2009, il est assistant parlementaire,. Il participe à la campagne de Ségolène Royal pour l'élection présidentielle de 2007. En 2011, il soutient Dominique Strauss-Kahn en vue de l'élection présidentielle de 2012 jusqu'à l'affaire du Sofitel.
Après la victoire de François Hollande, il intègre le cabinet de Jean-Paul Huchon, président du conseil régional d'Île-de-France.

### Conseiller d'Emmanuel Macron
En octobre 2014,, Stéphane Séjourné devient conseiller ministériel chargé des relations avec les élus d'Emmanuel Macron au ministère de l'Économie. Le 30 juin 2015, il lance avec ses proches de Poitiers le site internet qui donne naissance aux Jeunes avec Macron. Au sein d'En marche, il gère la collecte des parrainages pour l'élection présidentielle puis copilote avec Jean-Paul Delevoye les investitures aux législatives,.
Après la victoire d'Emmanuel Macron à l'élection présidentielle de 2017, il devient conseiller politique à la présidence de la République,,. Il fait partie du petit groupe des fidèles qui assiste à la passation de pouvoirs au palais de l'Élysée. En juillet 2017, L'Opinion l'identifie comme « l'un des trois principaux conseillers d'Emmanuel Macron à l'Élysée, aux côtés d'Alexis Kohler, secrétaire général, et d'Ismaël Emelien, conseiller spécial », tout en étant « parfaitement inconnu du grand public ».
En décembre 2018, il quitte le palais de l'Élysée pour devenir directeur de campagne de la liste LREM pour les élections européennes de 2019,. Il est lui-même candidat sur la liste, en 6e position.
En novembre 2020, après le départ de Philippe Grangeon de l'Élysée, il annonce qu'il renforcera, de même que Thierry Solère, son « rôle politique » auprès du président de la République, Emmanuel Macron, en tant que conseiller officieux : à ce titre, il indique qu'il sera « présent dans certaines réunions » et « un peu plus présent dans les dîners de la majorité ». Les deux hommes disposaient déjà d'un bureau au palais de l'Élysée, exerçant leur fonction à titre bénévole,.
Une fois élu président du groupe Renew Europe au Parlement européen, il renonce à son rôle de conseiller politique à l'Élysée.
Alors que Stéphane Séjourné est en couple avec Gabriel Attal, devenu porte-parole du gouvernement, Le Monde souligne que tous deux « se sont hissés au sommet de l'État dans une position totalement inédite sous la Ve République : l'un souffle à l'oreille du président, l'autre parle au nom du Premier ministre ».
Après la réélection d'Emmanuel Macron, L'Opinion indique qu'il demeure « parmi les politiques les plus proches du Président » avec Richard Ferrand, Sébastien Lecornu, François Bayrou et Julien Denormandie. Avec Patrick Mignola pour le MoDem et Gilles Boyer pour Horizons, il négocie l’accord aboutissant à la création de la bannière commune aux partis de la majorité présidentielle, Ensemble, incluant la question de la répartition financière entre les mouvements.

### Député européen
Stéphane Séjourné est député européen depuis le 2 juillet 2019. Il est à la tête de la délégation française du nouveau groupe politique Renew Europe (de loin la plus importante, avec 23 membres), membre titulaire de la commission des affaires juridiques (JURI) et membre suppléant de la commission des affaires économiques et monétaires (ECON) du Parlement européen. Il est aussi nommé président de la délégation pour les relations avec les pays du Mercosur le 26 septembre 2019,.
Membre de la commission des affaires juridiques du Parlement européen, Stéphane Séjourné est directement impliqué dans le processus d'audition des candidats commissaires nommés par Ursula von der Leyen. Il souhaite que son groupe, Renew Europe, valide la candidature du Hongrois Olivér Várhelyi, mais sous l'impulsion de son président Dacian Cioloș, avec qui il échange « une vive explication » selon Le Monde, Renew Europe vote pour ne pas l'entériner et le soumettre à de nouvelles questions.
Selon lui, le refus de la candidature de Sylvie Goulard à la Commission européenne prouve qu'« elle a été victime de jeux politiques, à la fois nationaux et européens ». Il propose, avec les autres eurodéputés LREM, de créer une « haute autorité de la transparence au niveau européen », pour éviter que « les questions de conflits d'intérêts [ne] soient instrumentalisées politiquement ». Alors que le Parlement européen examine en 2021 un texte sur la création d'une « haute autorité de la vie publique », chargée des questions d’éthique au sein des instances de l'Union européenne, il plaide pour que celle-ci puisse imposer des sanctions directement au niveau européen, tandis que Gilles Boyer, Sandro Gozi et Pascal Durand, membres de son groupe, votent en faveur de sanctions par des organes habilités, au sein de la commission des affaires constitutionnelles responsable sur le fond,.
Alors que Jacek Saryusz-Wolski, député européen polonais qui avait conduit la liste de la coalition PiS-Alliance-Pologne solidaire aux élections européennes, lance une pétition qui demande à Emmanuel Macron d’« arrêter la violence des autorités de la République française contre les citoyens », il publie une réponse en défense de la politique de maintien de l'ordre déployée face au mouvement des Gilets jaunes.
En février 2021, dans une tribune publiée dans le Journal du Dimanche, il prend position contre l'accord global sur les investissements entre l'Union européenne et la Chine. Il assure qu’il ne le votera pas tant que la Chine n’aura pas ratifié les conventions fondamentales de l’Organisation internationale du travail relatives au travail forcé.

#### Président du groupe Renew

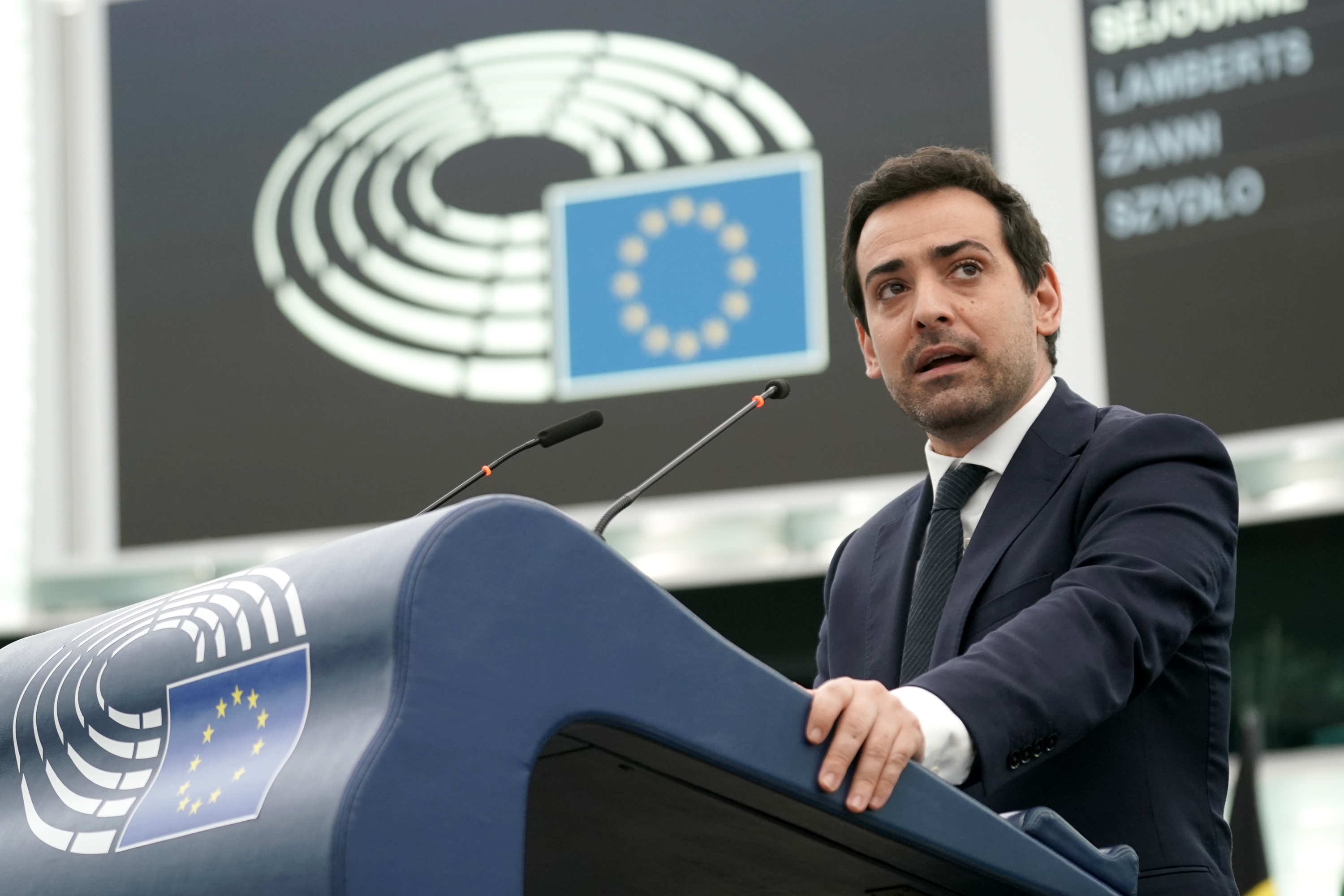
Stéphane Séjourné lors d'une séance plénière du Parlement européen à Strasbourg en 2022.

En octobre 2021, il est élu président du groupe Renew, succédant à Dacian Cioloș, appelé par le président roumain à former un gouvernement. Seul candidat, il bénéficie du retrait de la Néerlandaise Sophie in 't Veld. L'Opinion relève alors qu'il a dirigé la délégation française du groupe « sans rupture majeure, malgré la diversité des sensibilités qui la composent, de l’écologie politique au centre droit ». En prenant les rênes de la troisième force parlementaire européenne, il renforce également le poids d'Emmanuel Macron au Parlement européen,. Le 11 janvier 2024, il quitte la présidence du groupe pour devenir Ministre de l'Europe et des Affaires étrangères. Malik Azmani prend la présidence par intérim jusqu'à l'élection de Valérie Hayer le 25 janvier 2024.
En janvier 2022, il initie et négocie l'accord de coalition auquel participe le groupe Renew avec ceux du Parti populaire européen et des socialistes et démocrates, qui mène à l'élection de Roberta Metsola (Parti populaire européen) à la présidence du Parlement européen, et qui « consacre une première victoire politique d’ampleur depuis sa prise de fonction » selon L'Opinion : « Politiquement, ce premier contrat formel de coalition du mandat, après l’échec des négociations en 2019, démontre la capacité du groupe centriste, troisième numériquement, à être constructeur, et pas seulement faiseur de majorité — un objectif répété à l’envi par Stéphane Séjourné ». Le journal estime cependant que cet accord n'a « rien de révolutionnaire » et qu'il est terni par le profil de Roberta Metsola, dont « l’opposition au droit à l’avortement défraie la chronique »[pertinence contestée].
Après sa nomination comme ministre des Affaires étrangères, France Info estime qu'il « a démontré sa capacité à tenir ses troupes dans un groupe centriste aux fortes personnalités et aux partis pas toujours sur la même ligne, comme par exemple les Allemands du FDP ou les Suédois de Liberalerna », et qu'il « a réussi à maîtriser l’exercice très spécial du Parlement européen, en particulier à trouver des compromis difficiles comme sur la loi européenne sur la restauration de la nature ou le pacte sur la migration et l'asile ». Le journaliste Jean Quatremer indique qu'« il a réussi non seulement à faire grossir Renew en négociant des ralliements (101 députés de 24 pays à ce jour, sur 705), mais à créer ce qui ressemble le plus à un esprit de corps, les partis libéraux réunissant généralement de fortes personnalités rétives à toute discipline ». Il regrette toutefois qu'il ait « [laissé] passer l’occasion de démanteler « l’État PPE » (conservateurs du Parti populaire européen) qui gouverne le Parlement de Strasbourg depuis trente ans ».

### Secrétaire général de Renaissance
Le 17 septembre 2022, lors du congrès annuel de la République en marche, seul candidat en lice pour succéder à Stanislas Guerini devenu ministre, il est élu secrétaire général du parti, qui devient par la même occasion officiellement Renaissance, en fusionnant avec Agir et Territoires de progrès.

### Ministre de l'Europe et des Affaires étrangères
Le 11 janvier 2024, il est nommé ministre de l'Europe et des Affaires étrangères au sein du gouvernement Gabriel Attal, fonction à laquelle il succède à Catherine Colonna. Il devient la plus jeune personnalité à occuper ce poste sous la Ve République, occupe la neuvième place du gouvernement dans l'ordre protocolaire et conserve par ailleurs son poste de secrétaire général du parti Renaissance. Il était jusqu'alors pressenti pour diriger la liste Renaissance aux élections européennes de 2024. Libération ou France Info considèrent que sa nomination confirme le choix d'Emmanuel Macron d'accaparer les décisions en matière de politique étrangère au détriment du Quai d'Orsay,.
Pour son premier déplacement à l'étranger, il se rend à Kyïv, capitale de l'Ukraine, toujours en guerre avec la Russie.
Après l'attaque d'Israël par l'Iran d'avril 2024, il affirme avoir « demandé [...] aux services du ministère des Affaires étrangères de convoquer l'ambassadeur d'Iran »,,,,, Mohammad Amin-Nejad, lequel a présenté ses lettres de créances le 18 mars précédent en remplacement du chargé d'affaires Seyed Hossein Samimifar (mars 2022 à mars 2024).

### Commissaire européen
En septembre 2024 après la démission de Thierry Breton, il est proposé par Emmanuel Macron comme futur commissaire européen. Ce choix est critiqué par les partis de gauche et par le Rassemblement national comme étant un recasage. Le 17 septembre, Ursula von der Leyen lui attribue le portefeuille de la stratégie industrielle, et lui octroie le poste de « vice-président exécutif pour la Prospérité et la Stratégie industrielle ». Chargé du redressement de l'industrie européenne, il s'occupera aussi des PME et du marché unique.
En mai 2025, il appelle la République tchèque à suspendre la signature d’un contrat pour la construction de réacteurs nucléaires avec l’entreprise sud-coréenne Korea Hydro & Nuclear Power (KHNP) mettant en avant le fait que l'entreprise coréenne KHNP a pu bénéficier de subventions étrangères susceptibles de fausser le marché intérieur de l'Union européenne. Cette intervention suscite la réaction du gouvernement tchèque qui soutient que l’offre d’EDF était non seulement plus onéreuse, mais aussi techniquement moins avantageuse que celle de KHNP. Pour Daniel Beneš, le PDG de ČEZ,  « les Français font tout pour qu'une telle centrale ne voie pas le jour. Ce serait une nouvelle dramatique pour la sécurité nationale de la République tchèque ». L'intervention d'un commissaire européen dans un appel d'offres est jugée inhabituelle, car notamment au moment de l'envoi de la lettre, les services de la Commission ne menaient qu'une enquête préliminaire sur les allégations d'EDF, ce qui en était donc à un stade très précoce de la procédure judiciaire. D'une manière générale, la motivation de l'intervention de Séjourné est perçue comme étant un acte en faveur d'une entreprise de son propre pays